# Чёрный лебедь (концепция)

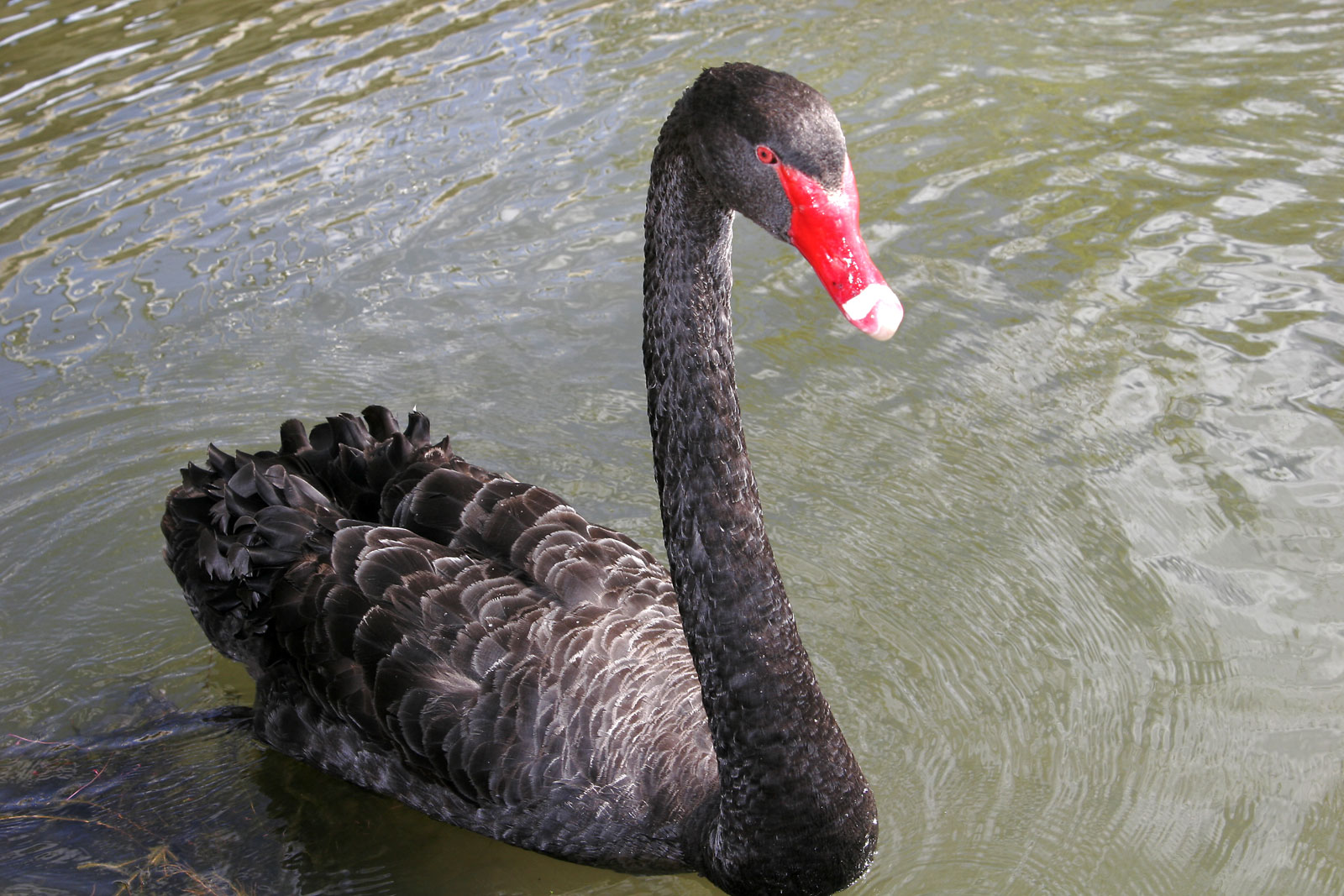
Чёрный лебедь, птица из рода лебедей (Cygnus) семейства утиных (Anatidae). До XVIII века была неизвестна науке.

«Чёрный лебедь» — концепция, согласно которой труднопрогнозируемые и редкие события, которые имеют значительные последствия, имеют особые характеристики. Автор концепции — Нассим Николас Талеб, который в своей книге «Чёрный лебедь. Под знаком непредсказуемости» (2007 г.) использовал термин «события типа „чёрный лебедь“» (англ. TBS, The Black Swan).

## Критерии события типа «чёрный лебедь»
Согласно критериям, предложенным автором теории:
1. Событие является неожиданным (для эксперта);
2. Событие имеет значительные последствия;
3. После наступления, в ретроспективе, событие имеет рациональное объяснение, как если бы событие было ожидаемым.

С точки зрения автора, практически все значимые научные открытия, исторические и политические события, достижения искусства и культуры — события типа «чёрный лебедь». Примеры таких событий: развитие и внедрение Интернета, Первая мировая война, распад Советского Союза, атака 11 сентября и мировой экономический кризис. Талеб также отмечает, что человечество неспособно успешно прогнозировать своё будущее, а уверенность в своих знаниях опережает сами знания и порождает феномен «сверхуверенности».
Нассим Талеб считает, что роль «чёрных лебедей» возрастает с развитием взаимосвязей в мире:
Интернет и глобализация превратили мир в сложную систему, состоящую из запутанной паутины взаимоотношений и других тесно связанных между собой факторов. Эта сложность не только увеличивает вероятность появления «черных лебедей» — она затрудняет прогнозирование даже рядовых событий.

## Этимология
Термин «Чёрный лебедь» известен как латинское выражение «редкая птица на земле, подобная чёрному лебедю» (лат. rara avis in terris, nigroque simillima cygno) — старейшая известная цитата древнеримского поэта-сатирика Ювенала. До 1697 года считалось, что лебеди бывают только белыми, однако голландская экспедиция, которую возглавлял Виллем де Вламинк, обнаружила в Западной Австралии популяцию чёрных лебедей.
Хотя эта метафора известна в философии довольно давно, именно Талеб стал использовать её для обозначения редких и неожиданных событий со значительными последствиями. При этом «чёрные лебеди» могут быть не только негативными событиями, но и представлять собой непрогнозируемые «удачи».
Талеб описывает несколько типов заблуждений, приводящих к излишней уверенности в собственной способности анализировать будущее:
1. Нарративные — склонность больше верить в информацию, полученную из своего окружения и/или информационного поля, чем в сухую статистику;
2. Игровые — применение теории игр к реальной жизни;
3. Ретроспективные — вера в успешное предсказание будущих событий на основании анализа произошедших[10].